# Novovidradne, Lenine
Novovidradne (în ucraineană Нововідрадне) este un sat în comuna Bielinske din raionul Lenine, Republica Autonomă Crimeea, Ucraina.

## Demografie
Componența lingvistică a localității Novovidradne
     Rusă (80,42%)
     Tătară crimeeană (10,83%)
     Ucraineană (7,5%)
Conform recensământului din 2001, majoritatea populației localității Novovidradne era vorbitoare de rusă (80,42%), existând în minoritate și vorbitori de tătară crimeeană (10,83%) și ucraineană (7,5%).